# Binær option
 Denne artikel bør gennemlæses af en person med fagkendskab for at sikre den faglige korrekthed.

Binære optioner, også kaldet ”digitale optioner”, ”over-og-under optioner” og ”alt-eller-intet optioner” er en type finansielle optioner.
Man handler ikke finansielle aktiver via børser eller investeringsforeninger, men indgår i stedet et væddemål om prisudviklingen på disse aktiver med en onlineplatform, som har tilladelse til at udføre handel med binære optioner.
Ved handel med binære optioner er udfaldet enten udbetaling af et fastsat procentvist afkast af et investeret beløb eller slet ingen udbetaling. Binære optioner udløser altså et fastsat kontant beløb, hvis optionen udløber ”in-the-money”, hvorimod hvis optionen udløber ”out-of-the-money” mistes 90-100% af det investerede beløb.
Disse optioner er således i sagens natur binære, eftersom der kun er to mulige udfald. Heraf navnet ”binær”.
Optionerne dækker prisudviklingen for aktier, aktieindeks, råvarer og valuta. Den handlende indgår en kontrakt med platformen ud fra foruddefinerede vilkår. Ved indgåelse af en kontrakt er der flere faktorer, der skal tages hensyn til, og flere aspekter skal defineres. Der skal vælges, hvilket aktiv der skal væddes om, det kan f.eks. være Dow Jones, og kontraktens løbetid skal fastsættes, f.eks. en uge. Desuden skal indsatsens størrelse fastsættes, f.eks. 500 dollar. 

## Regulering
Siden 2008 har handel med binære optioner været underlagt regulering, bl.a. har man i USA reguleret online handel med binære optioner via Commodity Futures Trading Commision.
I Europa er Cypern det første EU-land der har klassificeret handel med binære optioner som et finansielt instrument og indført reguleringer på området. Denne regulering er foretaget af Cyprus Securities and Exchange Commission (CySEC).
I Danmark har SKAT via et bindende svar bekræftet, at gevinster og tab på binære optioner er omfattet af Kursgevinstlovens §29 stk 1 og tab/gevinst skal indgå i kapitalindkomsten. 

## Kritik
Disse platforme kan opfattes som gambling-platforme mere end som egentlige investeringsplatforme bl.a. pga. binære optioners manglende kumulative effekt, eftersom der ingen sammenhæng er mellem den procentvise stigning i prisen på aktivet og den udbetalte gevinst eller tab. jf. Gordon Papes artikel i Forbes.
"If people want to gamble, that’s their choice. But let’s not confuse that with investing. Binary options are a crapshoot, pure and simple."
I Danmark anskues handel med binære optioner ind til videre på niveau med investering i værdipapirer.
Om binære optioner skriver Skat: "Binære optioner er et rimeligt nyt påfund. Det har intet reelt med optioner at gøre, og jeg ville nærmere kvalificere det som spil, ala casinospil.